# Héðinsfjarðargöng
Héðinsfjarðargöng (en català, túnels de Héðinsfjörður) són dos túnels viaris a la carretera 76 al nord d'Islàndia, que connecten les localitats d'Ólafsfjörður i Siglufjörður del municipi de Fjallabyggð. Es van obrir el 2 d'octubre de 2010. El cost total va ser d'uns 12.000 milions de corones islandeses (uns 106 milions de dòlars).

## Impacte social
El 2008, es va iniciar un projecte de recerca de set anys per avaluar l'impacte social, econòmic i cultural dels túnels. El projecte va ser dirigit pel professor Thoroddur Bjarnason i implementat per un equip de recerca de la Universitat d'Akureyri.
Els resultats de l'estudi mostren que el trànsit del túnel està per sobre de les expectatives. Els desplaçaments són considerables entre Ólafsfjörður i Siglufjörður, i la gran majoria dels residents viatgen entre les dues localitats per comprar-hi, utilitzar serveis i participar en esdeveniments socials. L'economia regional s'ha enfortit i la satisfacció amb els preus i la diversitat de béns i serveis ha augmentat. Siglufjörður s'ha convertit en part de la regió turística d'Eyjafjörður i una destinació per a turistes entre Akureyri i la regió de la capital de Reykjavík.
No hi ha hagut un augment del nombre de pernoctacions, i el cercle turístic previst per la península de Tröllaskagi no s'ha materialitzat. S'ha observat un augment de població a Siglufjörður, mentre que la disminució de la població sembla haver-se aturat a Ólafsfjörður.